# 比利時牧羊犬
比利时牧羊犬是一种来自比利时的中型牧羊犬。比利時牧羊犬根据皮毛类型和颜色，還可以細分為四个不同的品种。该品种起源于西欧的牧羊犬，直到19世纪末比利時牧羊犬這一品種才逐步定型。比利時牧羊犬經訓練後可以成為一頭援助犬、嗅探犬、護衛犬、導盲犬、警犬和搜救犬。